# Ruth Wolff
Ruth Rehrer Wolff (Malden, 17 dicembre 1932) è una drammaturga e sceneggiatrice statunitense.
Le sue opere, spesso dedicate a grandi donne della storia, sono state rappresentate in tutto il mondo: la più famosa è The Abdication, su Cristina di Svezia, allestita anche in Italia con il titolo Confessione scandalosa, dalla quale è stato tratto il film La rinuncia, sceneggiato dalla stessa Wolff e interpretato da Liv Ullmann e Peter Finch.

## Biografia
Nata a Malden, nello stato del Massachusetts, da Etta e Louis Wolff, nel 1953 si laureò in Lettere nello Smith College di Northampton, e per un anno frequentò corsi alla Yale University di New Haven, nel Connecticut. Si è poi trasferita a New York. 
Nel 1955 ha sposato l'architetto Martin Bloom, da cui ha avuto un figlio, Evan Todd. Nel 2018 ha dedicato al marito scomparso l'anno prima uno struggente ricordo nel sito del suo vecchio college.

## Attività
Ruth Wolff ha scritto una trentina di testi teatrali, molti dei quali messi in scena anche all'estero, dal Canada all'Europa all'Australia. 
Attiva dalla fine degli anni Cinquanta, ha esordito con The Golem, un proprio adattamento della mitologia ebraica.
Ha poi iniziato, con Eleonora d'Aquitania sulla regina prima di Francia poi d'Inghilterra nel Medioevo, una serie di drammi con protagoniste grandi donne della Storia, come Cristina di Svezia, al centro di Confessione scandalosa (The Abdication), che poi traspose per il grande schermo; Tzu-hsi cui ha dedicato Imperatrice della Cina (Empress of China), la donna al potere durante la rivolta dei Boxer; poi l'attrice Sarah Bernhardt durante le sue tournée negli Stati Uniti in Sarah in America, anche questo divenuto un film; ancora, la first lady Edith Bolling Galt nell'ultimo travagliato anno alla Casa Bianca di suo marito, il Presidente Usa Woodrow Wilson, che lei aveva sposato dopo che era rimasto vedovo (in The Second Mrs. Wilson); la scrittrice e drammaturga francese George Sand e la sua storia d'amore con Chopin (George and Frederic); Mary Shelley e suo marito Percy in The Perfect Marriage, e i coniugi Lindbergh, Anne e Charles, in Aviators.
Un'altra donna cui la Wolff ha dedicato una propria opera è Hallie Flanagan, drammaturga, regista e produttrice teatrale, che insegnava teatro nello Smith College ai tempi di Ruth, e che era stata anche vittima della Commissione per le attività antiamericane: Hallie si basa proprio sulle tumultuose audizioni della Flanagan davanti alla Commssione.
La figura femminile è comunque molto presente anche nelle altre sue commedie, pur essendo le protagoniste dei personaggi immaginari.
Ruth Wolff ha svolto inoltre una certa attività pubblicistica, collaborando con varie testate specializzate statunitensi.

## In Italia
Il primo testo rappresentato in Italia è stato The Abdication, tradotto e adattato da Duilio Del Prete: andato in scena con il titolo Confessione scandalosa, debuttò nell'ottobre 1977 alla Pergola di Firenze, con la regia di Giuseppe Patroni Griffi, e l'interpretazione di Edmonda Aldini, compagna di Del Prete, fondatori della società Gruppo d'Arte Drammatica che produceva.
Fra le peculiarità dell'allestimento, il fatto che il personaggio della protagonista, Cristina di Svezia, fosse interpretato da altre due attrici oltre che dalla Aldini, nei ricordi del passato: Isabella Guidotti nell'età giovanile, e Veronica Zinny da bambina. In compagnia anche Eva Axén con un nudo integrale che fece un certo scalpore, un giovane Antonello Fassari, Ezio Marano, Umberto Marino e Pierfrancesco Poggi, con le scene affidate allo scultore Mario Ceroli, i costumi e le musiche firmate da due futuri premi Oscar, rispettivamente Gabriella Pescucci e Nicola Piovani.
Aldini e Del Prete invitarono Ruth Wolff alla prima nazionale, e l'autrice avrebbe poi raccontato, con toni entusiastici, quell'esperienza per lei straordinaria in un lungo e appassionato diario pubblicato due mesi dopo dal supplemento domenicale del The New York Times con il titolo Debuttiamo a Firenze e questo sommario: « Un'ansiosa commediografa americana vola in Italia per la prima della sua opera, 'Confessione scandalosa' ('The Abdication'), e racconta speranze e paure. »
Un altro testo rappresentato in Italia è stato Imperatrice di Cina (Empress of China), nell'agosto 1991 al Todi Festival, con Bianca Toccafondi nel ruolo della protagonista (subentrando a Lea Padovani, stroncata da un infarto due mesi prima del debutto) e la regia di Lucio Dolcini.

## Opere

### Teatro
- The Golem (lett. Il Golem), prima rappresentazione a New York, 1959
- Eleanor of Aquitane (lett. Eleonora d'Aquitania), 1965
- The Fall of Athens (lett. La caduta di Atene), 1966
- Folly Cove,[11] prima rappresentazione a Waterford (Connecticut), 1967
- Still Life with Apples (lett. Ancora vita con le mele), atto unico, prima rappresentazione a Waterford (Connecticut), 1968
- Arabic Two, prima rappresentazione a New York City, 1969
- Confessione scandalosa (titolo originale The Abdication), prima rappresentazione a Bristol (Regno Unito), 1971, prima rappresentazione in Italia a Firenze, 1977
- Eden Again (lett. Ancora Eden), prima rappresentazione a Washington, DC, 1975
- Sarah in America (lett. Sarah negli Usa), prima rappresentazione a Washington, DC, 1981
- George and Frederic,[12] (lett. Giorgio e Federico), prima rappresentazione a Salt Lake City, Utah, 1982
- Imperatrice di Cina (titolo originale Empress of China), prima rappresentazione a New York City, 1984; prima rappresentazione in Italia a Todi, 1991
- The Perfect Marriage (lett. Il matrimonio perfetto), Santa Barbara (California), 1987
- Joshua Slocum: Sailing Alone around the World (lett. Joshua Slocum: navigando da solo intorno al mondo), prima rappresentazione a Newport (Rhode Island), 1992
- The Second Mrs. Wilson (lett. La seconda Signora Wilson), Williamstown (Massachusetts), 1988
- Hallie,[13] Northampton (Massachusetts), 1989
- Buffaloes (lett. Bufali), Newport (Rhode Island), 1992
- Back to Bald Pate[14] (lett. Ritorno a Bald Pate), 1997
- The Waltz (lett. Il walzer) New York City, 1998
- Aviators (lett. Aviatori) Sag Harbor, New York, 2003
- The Shakespeare Road (lett. La strada di Shakespeare), 2007
- The Sky Pool (lett. La piscina sul tetto), 2007
- The Ardent Philanthropist (lett. L'ardente filantropo), 2007
- Hotel Victory  (lett. Albergo Vittoria), 2009
- Faustiana,[15]  2011
- The Seven Ages of DD (lett. Le sette età di DD), 2012
- The Outliers (lett. Gli anomali), 2015
- Stagelife (lett. Vita in scena), 2015

### Cinema
- La rinuncia, di Anthony Harvey (1974), sceneggiatura dal proprio testo The Abdication
- Sarah Bernhardt - La più grande attrice di tutti i tempi, di Richard Fleischer (1976),  sceneggiatura dal proprio testo Sarah in America

### Pubblicazioni
- Notable Women — And a Few Equally Notable Men (lett. Donne notevoli – E pochi uomini altrettanto notevole), Broadway Play Publishing Inc, New York, 2010, che contiene nove delle sue commedie biografiche
- From Faustiana to The Fall of Athens – Ten plays by Ruth Wolff (lett. Da Faustiana a La caduta di Atene – Dieci commedie di Ruth Wolff), Broadway Play Publishing Inc, New York, 2012, con altri dieci suoi lavori